# 母たちの村
『母たちの村』（ははたちのむら、原題：Moolaadé）は、2004年に公開されたセネガル・ブルキナファソ・モロッコ・チュニジア・カメルーン・フランスの合作映画。

## ストーリー
とあるアフリカの村。古来より、身を清めるために行われてきた女子割礼の儀式から6人の子供たちが逃げ出す。その内の4人は村民コレ・アルドの元に「モーラーデ（保護）」を求めに訪れる。女子割礼がもたらす悲劇を経験してきたコレは、かつて娘アムサトゥの割礼を拒否したように、家族たちの住居の門に縄をかけ、「モーラーデ」を始める。割礼の執行者たちは、逃げた子供たちを捕まえるためにコレの元に訪れが、「モーラーデ」になすすべなく引き返す。執行者たちは村の長老に相談する。長老は慣習をないがしろにするコレを非難しつつも、規則「モーラーデ」の違反が引き起こす天罰を恐れる。そこで、妻に対して絶対的な権力を持つ夫の立場を利用し、コレの夫シレに、コレに「モーラーデ」をやめさせるよう働きかけ、アムサトゥと4人の子供たちの割礼を企てる。
時を同じくして、アムサトゥの婚約者にして長老の息子イブラヒマ・ドレクがフランスから帰ってくる。イブラヒマは村の功労者として歓迎されるが、その最中、割礼から逃げた残りの2人の自殺が発覚する。村の男たちは割礼への否定的なメッセージを流すラジオを女たちから取り上げることを決め、さらに「モーラーデ」を始めることで割礼の恐怖を煽ったとし、子供2人の自殺の責任をコレに帰した。女たちから奪われたラジオが広場に山積みにされる。娯楽を奪われた女たちは団結し始める。イブラヒマはラジオの取り上げや、割礼を受けてないアムサトゥとの結婚を許さない長老の言葉に難色を示すが、はっきりと異を唱えられずにいる。
コレは夫シレに「モーラーデ」をやめるよう説かれるが、コレは受け入れない。シレの兄アマト・バチリは見かねてシレに鞭を渡し、鞭打ちによってコレに受け入れさせようとする。シレは躊躇いながらもアマトに押し立てられ、広場でコレに鞭打ちを始める。しかし、何度打たれようともコレは受け入れず、途中、村に物品を売りに来ていた元軍人の男が止めに入る。鞭打ちは終わり、コレは保護されるが、止めに入った元軍人は処刑される。また、鞭打ちの最中に保護されていた子供の1人ジャトゥが母親に連れ去られ、割礼を受けるも死んでしまう。
翌日、広場に集められたラジオが焼かれる。そこに女たちが集まり、割礼の執行者たちにナイフを捨てさせ、二度と割礼をさせないと長老たちに宣言する。長老たちは女たちの中心人物であるコレを罵倒するが、シレとイブラヒマは女たちの宣言を肯定する。